# Até que Faz Sentido
Até que Faz Sentido era um programa de televisão brasileiro exibido pela Multishow entre 6 de julho de 2011 e meados de 2012. Foi apresentado por Felipe Neto. O programa contava com a participação de pessoas que davam suas opiniões sobre um determinado assunto, com entrevistas na rua.
No programa, Felipe levava suas críticas sobre coisas que para ele não faziam sentido, mas depois ia até as ruas procurar saber das pessoas o que elas pensam sobre o assunto.
O programa teve 2 temporadas a primeira iniciada no dia 6 de julho de 2011 a segunda foi iniciada 6 de abril de 2012, o programa trazia assuntos polêmicos e conferia a opinião do público sobre mentiras, dinheiro, tecnologia e ciúmes.
O programa estreou em 2010 com o nome Será que Faz Sentido?.